# Iphigenia pallida
Iphigenia pallida är en tidlöseväxtart som beskrevs av John Gilbert Baker. Iphigenia pallida ingår i släktet Iphigenia och familjen tidlöseväxter. Inga underarter finns listade i Catalogue of Life.